# بول بورك (ممثل)
بول بورك (بالإنجليزية: Paul Burke)‏ مواليد 21 يوليو 1926 في نيو أورلينز، الولايات المتحدة - الوفاة 13 سبتمبر 2009 في بالم سبرينغس، الولايات المتحدة، هو ممثل أمريكي بدأ مسيرته الفنية سنة 1951. امتدت مسيرته الفنية لأكثر من 39 عاما.

## الأعمال
- علاقة توماس كراون
- مانيكس
- مسلسل ملائكة تشارلي
- ترابر جون إم دي
- كولمبو

## روابط خارجية
- بول بورك على موقع IMDb (الإنجليزية)
- بول بورك على موقع ألو سيني (الفرنسية)
- بول بورك على موقع أول موفي (الإنجليزية)
- بول بورك على موقع قاعدة بيانات الأفلام السويدية (السويدية)
- بول بورك على موقع إن إن دي بي (الإنجليزية)
- بول بورك على موقع قاعدة بيانات الفيلم (الإنجليزية)
- بول بورك على موقع كينوبويسك (الروسية)